# 薛之谦现场表演列表
中国大陆创作歌手薛之谦于2008年在上海举办了首场演唱会。自2017年以来，他已舉辦三輪巡回演唱会，共计173场。他的首輪巡回演唱会“我好像在哪见过你”巡回演唱会在中国举行。他的第二輪和第三輪巡回演唱会“摩天大楼”世界巡回演唱会和“天外来物”世界巡回演唱会则将演出范围拓展到其他亚洲国家以及北美、欧洲和澳大利亚的城市。
薛之谦保持着多项巡演纪录。“天外来物”世界巡回演唱会共售出508万张门票，位列观众人数最多的巡回演唱会之列。他是第五位单次巡演超过100场的中国艺人，也是唯一一位单次巡演超过100场体育场演唱会的中国艺人。这是一个重要的里程碑，因为体育场馆的容量远大于体育馆，对艺人的演出、巡演设备和门票收入的要求也更高。2024年10月，薛之谦将“天外来物”世界巡回演唱会延伸至海外体育场，为首位举办海外体育场巡演的中国大陆艺人。
由于他愿意前往二三线城市并拥有广泛的粉丝群，薛之谦还保持着多项场地纪录，为第一位在中国多个体育场馆演出的歌手。他还保持着多项海外纪录，为第一位在海外多个体育场馆演出的中国大陆歌手。
除了巡演之外，截至2025年5月，薛之谦参加过50场音乐节演出。从2021年开始，他在音乐节上采用了“Joker”的舞台形象，并一直保持着。在2025年劳动节黄金周期间，薛之谦从5月1-5日连续参加了五个音乐节。第五场音乐节是新成立的《新蜂音乐节》的首场演出，由薛之谦的公司潮石音乐合作出品。
此外，薛之谦还曾在一些特别节目、颁奖典礼中演出。2025年1月28日，在2025年央视春晚上选择演唱已故好友赵英俊的歌曲《方的言》，为唯一一首男歌手独唱的表演曲目。

## 巡迴演唱會
| 演唱會名稱                   | 日期                           | 相關專輯                    | 地區                                                                                 | 場次 | 观众      |
| ---------------------------- | ------------------------------ | --------------------------- | ------------------------------------------------------------------------------------ | ---- | --------- |
| “我好像在哪见过你”巡回演唱会 | 2017年4月22日 - 7月22日        | 《意外》《初学者》          | 中国                                                                                 | 10   | 100,000   |
| “摩天大楼”世界巡回演唱会     | 2018年7月14日 - 2019年5月19日  | 《渡 The Crossing》《怪咖》 | 中国、澳门、加拿大、美国、新加坡、马来西亚、英国、澳大利亚、新西兰、台湾、香港       | 23   | 400,000   |
| “天外来物”世界巡回演唱会     | 2021年10月23日 - 2025年2月15日 | 《天外来物》《守村人》      | 中国、英国、法国、香港、澳门、马来西亚、新加坡、美国、加拿大、澳大利亚、新西兰、泰国 | 145  | 5,000,000 |

## 单场演唱会
| 演唱會名稱           | 日期           | 相關專輯                               | 地區 | 場次 | 观众       |
| -------------------- | -------------- | -------------------------------------- | ---- | ---- | ---------- |
| “谦年传说”演唱会     | 2008年12月20日 | 《薛之谦》《你过得好吗》《深深爱过你》 | 中国 | 1    | 5000       |
| “塵浮世间”线上音乐会 | 2020年5月23日  | 《尘》                                 | 中国 | 1    | 3,389,500  |
| “可”线上演唱会       | 2023年2月3日   | 《无数》                               | 中国 | 1    | 36,271,000 |

## 音乐节
| 日期           | 節目                      | 地點            | 演唱歌曲                                                                               |
| -------------- | ------------------------- | --------------- | -------------------------------------------------------------------------------------- |
| 2016年9月24日  | 克罗心魔途生活嘉年华      | 上海            | 《丑八怪》《刚刚好》《我好像在哪见过你》《演员》                                       |
| 2018年9月23日  | 麦田音乐节                | 北京 房山       | 《摩天大楼》《丑八怪》《醒来》《意外》《背过手》《怪咖》                               |
| 2019年7月27日  | 草原音乐节                | 河北 张北       | 《意外》《丑八怪》《摩天大楼》《骆驼》《怪咖》《木偶人》《演员》《违背的青春》         |
| 2019年9月14日  | 咪豆音乐节                | 南京            | 《摩天大楼》《丑八怪》《骆驼》《演员》《木偶人》《慢半拍》《意外》                     |
| 2019年10月20日 | 麦田音乐节                | 云南 抚仙湖     | 《意外》《慢半拍》《像风一样》《演员》《笑场》《我好像在哪里见过你》《摩天大楼》       |
| 2019年11月2日  | 麦田音乐节                | 上海            | 《意外》《慢半拍》《动物世界》《像风一样》《天份》《病态》《违背的青春》               |
| 2020年9月19日  | 麦田音乐节                | 山东 淄博       | 《意外》《丑八怪》《演员》《天外来物》《像风一样》《渡》《陪你去流浪》《违背的青春》   |
| 2021年5月3日   | 洛阳追梦音乐嘉年华        | 河南 洛阳       | 《意外》《我好像在哪儿见过你》《演员》《木偶人》《骆驼》《天外来物》《违背的青春》     |
| 2021年5月4日   | 云台山音乐节              | 河南 云台山     | 《意外》《天外来物》《演员》《野心》《像风一样》《动物世界》《丑八怪》                 |
| 2021年5月22日  | 花海美妆音乐节            | 上海            | 《摩天大楼》《演员》《天外来物》《像风一样》《陪你去流浪》《骆驼》《违背的青春》       |
| 2021年5月23日  | 造氧音乐节                | 河南 郑州       | 《渡》《怪咖》《天外来物》《认真的雪》《摩天大楼》《陪你去流浪》《违背的青春》         |
| 2021年6月12日  | 麦田音乐节                | 山东 青岛       | 《摩天大楼》《怪咖》《天外来物》《演员》《野心》《陪你去流浪》《慢半拍》               |
| 2021年7月24日  | 超乐音乐节                | 四川 成都       | 《意外》《演员》《天外来物》《一半》《像风一样》《陪你去流浪》《违背的青春》           |
| 2021年10月16日 | 大鹏音乐嘉年华            | 广东 深圳       | 《意外》《骆驼》《演员》《动物世界》《陪你去流浪》《最好》《违背的青春》               |
| 2021年10月17日 | 麦田音乐节                | 北京            | 《意外》《骆驼》《怪咖》《陪你去流浪》《像风一样》《木偶人》《违背的青春》             |
| 2022年8月7日   | 芒禾音乐节                | 江苏 泰州       | 《意外》《动物世界》《演员》《天外来物》《像风一样》《你还要我怎样》《违背的青春》     |
| 2023年3月25日  | 青燥音乐节                | 江西 婺源       | 《怪咖》《动物世界》《彩券》《陪你去流浪》《像风一样》《无数》《违背的青春》           |
| 2023年4月30日  | 太湖湾音乐节              | 江苏 常州       | 《意外》《野心》《动物世界》《演员》《木偶人》《无数》《违背的青春》                   |
| 2023年5月1日   | 魔都制躁音乐节            | 上海            | 《意外》《骆驼》《陪你去流浪》《像风一样》《银河少年》《无数》《违背的青春》           |
| 2023年5月2日   | 狂潮机车音乐嘉年华        | 河北 邯郸       | 《意外》《怪咖》《演员》《银河少年》《像风一样》《无数》《陪你去流浪》                 |
| 2023年6月24日  | 羲之海棠音乐节            | 山东 临沂       | 《意外》《怪咖》《摩天大楼》《银河少年》《你还要我怎样》《演员》《像风一样》           |
| 2023年7月30日  | 生态恼包音乐节            | 内蒙古 呼和浩特 | 《意外》《怪咖》《你还要我怎样》《彩券》《陪你去流浪》《摩天大楼》《违背的青春》       |
| 2023年8月8日   | 乌兰布统国际音乐节        | 内蒙古 赤峰     | 《渡》《怪咖》《意外》《彩券》《动物世界》《骆驼》《陪你去流浪》                       |
| 2023年8月20日  | 平行时空音乐嘉年华        | 新疆 乌鲁木齐   | 《意外》《怪咖》《演员》《彩券》《动物世界》《像风一样》《违背的青春》                 |
| 2023年10月03日 | 贵阳爱未来音乐节          | 贵州 贵阳       | 《意外》《怪咖》《演员》《彩券》《你还要我怎样》《陪你去流浪》《违背的青春》           |
| 2023年10月22日 | 淮安龙宫音乐节            | 江苏 淮安       | 《意外》《怪咖》《彩券》《你还要我怎样》《野心》《陪你去流浪》《违背的青春》           |
| 2023年10月29日 | 泰州三河湾公园音乐节      | 江苏 泰州       | 《意外》《摩天大楼》《演员》《彩券》《骆驼》《陪你去流浪》《违背的青春》               |
| 2024年8月25日  | 养马岛音乐节              | 山东 烟台       | 《意外》《怪咖》《彩券》《木偶人》《陪你去流浪》《守村人》《违背的青春》               |
| 2024年9月7日   | 泰嗨巅峰音乐节            | 四川成都        | 《意外》《怪咖》《丑八怪》《彩券》《骆驼》《无数》《守村人》《违背的青春》             |
| 2024年9月8日   | 旷野音乐节                | 北京            | 《意外》《动物世界》《怪咖》《彩券》《像风一样》《守村人》《违背的青春》               |
| 2024年9月16日  | 银河左岸音乐节            | 吉林 长春       | 《意外》《怪咖》《丑八怪》《彩券》《守村人》《陪你去流浪》《违背的青春》               |
| 2024年9月22日  | 斑马音乐节                | 安徽 阜阳       | 《意外》《丑八怪》《摩天大楼》《彩券》《怪咖》《守村人》《违背的青春》                 |
| 2024年10月1日  | 大麓青年音乐节            | 浙江 温州       | 《意外》《动物世界》《彩券》《守村人》《陪你去流浪》《像风一样》《违背的青春》         |
| 2024年10月3日  | 琅琊国潮音乐节            | 山东 临沂       | 《意外》《怪咖》《摩天大楼》《彩券》《野心》《演员》《违背的青春》                     |
| 2024年10月5日  | 太湖湾音乐节              | 江苏 常州       | 《意外》《陪你去流浪》《彩券》《骆驼》《无数》《守村人》《违背的青春》                 |
| 2024年10月20日 | One Love Asia 音乐节      | 新加坡          | 《意外》《怪咖》《动物世界》《骆驼》《像风一样》《陪你去流浪》《违背的青春》           |
| 2024年10月26日 | 银河左岸·南通紫琅音乐节   | 江苏 南通       | 《意外》《怪咖》《像风一样》《彩券》《骆驼》《守村人》《违背的青春》                   |
| 2024年10月27日 | 娱乐e族音乐节             | 湖北 武汉       | 《意外》《摩天大楼》《彩券》《崇拜》《陪你去流浪》《守村人》《违背的青春》             |
| 2024年11月3日  | 银河左岸·骆马湖音乐节     | 江苏 宿迁       | 《意外》《丑八怪》《像风一样》《彩券》《骆驼》《守村人》《违背的青春》                 |
| 2024年11月9日  | 国潮音乐节                | 福建 福州       | 《意外》《怪咖》《彩券》《丑八怪》《像风一样》《守村人》《违背的青春》                 |
| 2024年11月10日 | 葫芦果音乐节              | 安徽 芜湖       | 《意外》《动物世界》《无数》《彩券》《崇拜》《守村人》《违背的青春》                   |
| 2024年11月16日 | 扶摇直上音乐嘉年华        | 江西 赣州       | 《意外》《丑八怪》《彩券》《像风一样》《在那天回不去的路上》《守村人》《违背的青春》   |
| 2024年11月17日 | 飞天山音乐节              | 湖南 郴州       | 《意外》《动物世界》《彩券》《崇拜》《在那天回不去的路上》《陪你去流浪》《违背的青春》 |
| 2024年12月8日  | Z纪元音乐节               | 广西 南宁       | 《意外》《怪咖》《彩券》《像风一样》《在那天回不去的路》《 守村人》《违背的青春》      |
| 2024年12月15日 | SuperLive鼎湖山音乐嘉年华 | 广东 肇庆       | 《意外》《怪咖》《彩券》《崇拜》《在那天回不去的路上》《守村人》《违背的青春》         |
| 2025年5月1日   | 南京咪豆音乐节            | 江苏南京        | 《意外》《怪咖》《彩券》《租购》《在那天回不去的路上》《守村人》《违背的青春》         |
| 2025年5月2日   | 太湖湾音乐节              | 江苏 常州       | 《意外》《怪咖》《像风一样》《银河少年》《在那天回不去的路上》《守村人》《陪你去流浪》 |
| 2025年5月3日   | 天津泡泡岛音乐节          | 天津            | 《意外》《怪咖》《彩券》《像风一样》《在那天回不去的路上》《守村人》《陪你去流浪》     |
| 2025年5月4日   | 佛山银河左岸音乐节        | 广东佛山        | 《意外》《怪咖》《租购》《野心》《在那天回不去的路上》《守村人》《陪你去流浪》         |
| 2025年5月5日   | 衢州新蜂音乐节            | 浙江衢州        | 《意外》《动物世界》《彩券》《骆驼》《像风一样》《守村人》《陪你去流浪》《违背的青春》 |

## 特别节目
| 日期           | 节目                             | 地点                     | 演唱歌曲                                                                               |        |
| -------------- | -------------------------------- | ------------------------ | -------------------------------------------------------------------------------------- | ------ |
| 2016年11月10日 | 2016 天猫双11狂欢夜              | 深圳大运中心             | 《初学者》                                                                             |        |
| 2016年12月31日 | 2017 江苏卫视跨年演唱会          | 澳门金光综艺馆           | 《慢慢》《演员》《刚刚好》                                                             |        |
| 2017年1月25日  | 2017 安徽卫视春晚                | 合肥（录制）             | 《演员》 《丑八怪》                                                                    |        |
| 2017年12月31日 | 2018 江苏卫视跨年演唱会          | 广州国际体育演艺中心     | 《动物世界》《初学者》《下雨了》《消愁》                                               |        |
| 2018年2月14日  | 2018 辽宁卫视春晚                | 沈阳（录制）             | 《方圆几里》                                                                           |        |
| 2018年2月17日  | 2018 江苏卫视狗年春晚            | —                        | 《骆驼》                                                                               |        |
| 2018年3月2日   | 2018 江苏卫视元宵晚会            | —                        | 《暧昧》                                                                               |        |
| 2018年12月31日 | 2019 江苏卫视跨年演唱            | 澳门金光综艺馆           | 《违背的青春》《暧昧》《达拉崩吧》                                                     |        |
| 2019年2月3日   | 东西南北贺新春                   | 眉山                     | 《骆驼》《天分》                                                                       |        |
| 2019年6月29日  | 世界警察和消防员运动会           | 成都                     | 《摩天大楼》《动物世界》《演员》                                                       |        |
| 2019年7月20日  | REALME來電之夜音樂盛典           | 南京奥体中心体育馆       | 《天分》《怪咖》《违背的青春》                                                         |        |
| 2019年8月8日   | 宠爱无限群星盛典演唱会           | 梅赛德斯-奔驰文化中心    | 《木偶人》《像风一样》《演员》                                                         |        |
| 2019年9月8日   | 聚划算99盛典                     | —                        | 《我好像在哪见过你》《慢半拍》                                                         |        |
| 2019年9月24日  | 三亚群星演唱会                   | 三亚                     | 《木偶人》《像风一样》《你还要我怎样》                                                 | [ 75 ] |
| 2019年10月13日 | 魔力PARK之夜群星演唱会           | 长春体育场               | 《木偶人》《演员》《违背的青春》                                                       |        |
| 2019年10月19日 | 抖音美好奇妙夜                   | 广州                     | 《慢半拍》                                                                             |        |
| 2019年12月21日 | 麦吉丽品牌2019年会盛典明星演唱会 | 福州海峡奥林匹克体育中心 | 《动物世界》《笑场》《演员》                                                           |        |
| 2019年12月22日 | 百度沸点音乐会-友你真好          | 安徽 合肥                | 《意外》《我好像在哪见过你》《像风一样》《病态》《摩天大楼》《演员》《笑场》《慢半拍》 |        |
| 2019年12月31日 | 2020 江苏卫视跨年演唱会          | 澳门金光综艺馆           | 《慢半拍》《演员》《认真的雪》《经典动画主题曲串烧》                                   |        |
| 2020年1月25日  | 2020 浙江卫视春节联欢晚会        | —                        | 《刚刚好》                                                                             |        |
| 2020年10月31日 | 浙江卫视超级秀                   | —                        | 《像风一样》《天外来物》                                                               |        |
| 2020年12月31日 | 2021 江苏卫视跨年演唱会          | 澳门金光综艺馆           | 《十五年的小代表》(薛式情歌串烧)《天外来物》                                           |        |
| 2021年12月31日 | 哔哩哔哩最美的夜                 | 北京                     | 《狐狸》《洛城》                                                                       |        |
| 2021年12月31日 | 2022 江苏卫视跨年演唱会          | 澳门金光综艺馆           | 《黄土高坡》《像风一样》《变废为宝》                                                   |        |
| 2022年12月31日 | 2023 江苏卫视跨年演唱会          | 澳门金光综艺馆           | 《孤勇者》《无数》《你还要我怎样》《可》                                               |        |
| 2023年12月31日 | 2024 江苏卫视跨年演唱会          | 澳门金光综艺馆           | 《陪你去流浪》《创意串烧：演员+走四方+好汉歌+大花轿》《银河少年》《丑八怪》            |        |
| 2024年12月31日 | 2025 江苏卫视跨年演唱会          | 澳门金光综艺馆           | 《天外来物》《租购》《到这》《DJ组曲：我好像在哪见过你+丑八怪+刚刚好》                 |        |
| 2025年1月28日  | 央视春晚                         | 北京主会场               | 《方的言》                                                                             |        |

## 颁奖典礼表演
| 日期           | 節目                    | 地點                 | 演唱歌曲                                   |
| -------------- | ----------------------- | -------------------- | ------------------------------------------ |
| 2017年7月19日  | 亞洲金曲大賞            | 广州国际体育演艺中心 | 《动物世界》 《演员》《小幸运》            |
| 2018年12月8日  | 第十二屆 音乐盛典咪咕汇 | 上海                 | 《像风一样》《骆驼》《违背的青春》         |
| 2019年12月14日 | 第十三屆 音乐盛典咪咕汇 | 宝能国际体育演艺中心 | 《狐狸》《木偶人》《这么久没见》《慢半拍》 |